# Родді Джексон
Родді Джексон (англ. Roddy Jackson; 9 квітня 1942, Фресно, штат Каліфорнія — 7 грудня 2022) — американський рокабілі та рок-н-ролл співак, піаніст і саксофоніст.
Відомий співавторством пісні «She Said Yeah», яку виконували гурти «The Rolling Stones» (зокрема ввійшла в альбоми «Out of Our Heads» та «December's Children (And Everybody's)»), «The Animals» (увійшла до альбому «The Animals»), «The Beatles» тощо.

## Дискографія

### Альбоми (вибране)
Central Valley Fireball (Ace 1161 (UK), 2007)

### Сингли (вибране)
«I've Got My Sights on Someone New» / «Love at First Sight» (Specialty 623, 1958): «Hiccups» / «There's A Moose on the Loose» (Specialty 649, 1958): «Any Old Town» / «Gloria» (Specialty 666, 1959)